# Philoponella subvittata
Philoponella subvittata là một loài nhện trong họ Uloboridae.
Loài này thuộc chi Philoponella. Philoponella subvittata được miêu tả năm 1981 bởi Opell.